# Cantón de Saint-Flour-Norte
El cantón de Saint-Flour-Norte era una división administrativa francesa, que estaba situada en el departamento de Cantal y la región de Auvernia.

## Composición
El cantón estaba formado por quince comunas:
- Andelat
- Anglards-de-Saint-Flour
- Coltines
- Coren
- Lastic
- Mentières
- Montchamp
- Rézentières
- Roffiac
- Saint-Flour (fracción)
- Saint-Georges
- Talizat
- Tiviers
- Vabres
- Vieillespesse

## Supresión del cantón de Saint-Flour-Norte
En aplicación del Decreto nº 2014-149 de 13 de febrero de 2014, el cantón de Saint-Flour-Norte fue suprimido el 22 de marzo de 2015 y sus 15 comunas pasaron a formar parte; doce del nuevo cantón de Saint-Flour-1 y tres del nuevo cantón de Neuvéglise.